# Zur Weihnachtszeit

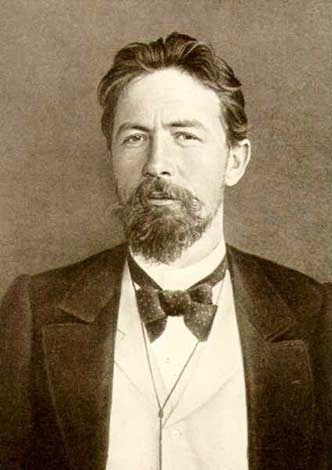
Anton Tschechow

Zur Weihnachtszeit, auch Weihnachten (russisch На святках, Na swjatkach), ist eine Kurzgeschichte des russischen Schriftstellers Anton Tschechow, die am 1. Januar 1900 in der Peterburgskaja gaseta erschien. Iwan Bunin habe den Text zu den besten Erzählungen Tschechows gezählt. Die deutsche Übersetzung kam 1954 in Weimar im Tschechow-Lesebuch des Thüringer Volksverlages auf den Buchmarkt.
In der Weihnachtszeit geht Wassilissa in die Dorfschenke zu Jegor. Sie bezahlt ihn anständig und er schreibt ihr dafür einen Brief an die Tochter Jefimja Petrowna. Vor vier Jahren schon ist die Tochter mit dem Gatten Andrej Chrissanfytsch nach Petersburg gezogen und hat seither nichts von sich hören lassen. Andrej arbeitet als Pförtner in einer Petersburger Wasserheilanstalt. Wenn Wassilissa schreiben könnte, würde sie über die Hungersnot auf dem Lande im vergangenen Jahr berichten. So aber schreibt Jegor, ein altgedienter Soldat, über die „Dissiplinarordnung“, „Ziwilisazion“, „Aufmärksamkeit“ und die „Kriegsartiekel“.
Zu Weihnachten unterbricht Andrej für ein paar Minuten seinen Dienst in jener Wasserheilanstalt und gibt den Brief seiner Frau. Jefimja betreut ihre drei kleinen Kinder, liest, ist tief gerührt und beschreibt den Kindern Großmütterchens Leben im verschneiten Dorf durch die rosarote Brille gesehen. Als Andrej zuhört, muss er an die drei oder vier Briefe an seine Schwiegermutter denken, die ihm Jefimja vor längerer Zeit übergeben hatte, die er aber allesamt irgendwo hat liegenlassen.
Jefimja zittert, als später Andrej, der eine Rauchpause machen möchte, naht. Die junge Frau wischt sich die Augen und wagt aus großer Angst vor Andrej kein Wort.

## Deutschsprachige Ausgaben
Verwendete Ausgabe:
- Zur Weihnachtszeit. Deutsch von Gerhard Dick. S. 483–488 in Wolf Düwel (Hrsg.): Anton Tschechow: Die Dame mit dem Hündchen. Meistererzählungen. 612 Seiten. Rütten & Loening, Berlin 1967 (1. Aufl.)